# 하일랜드 경계 단층

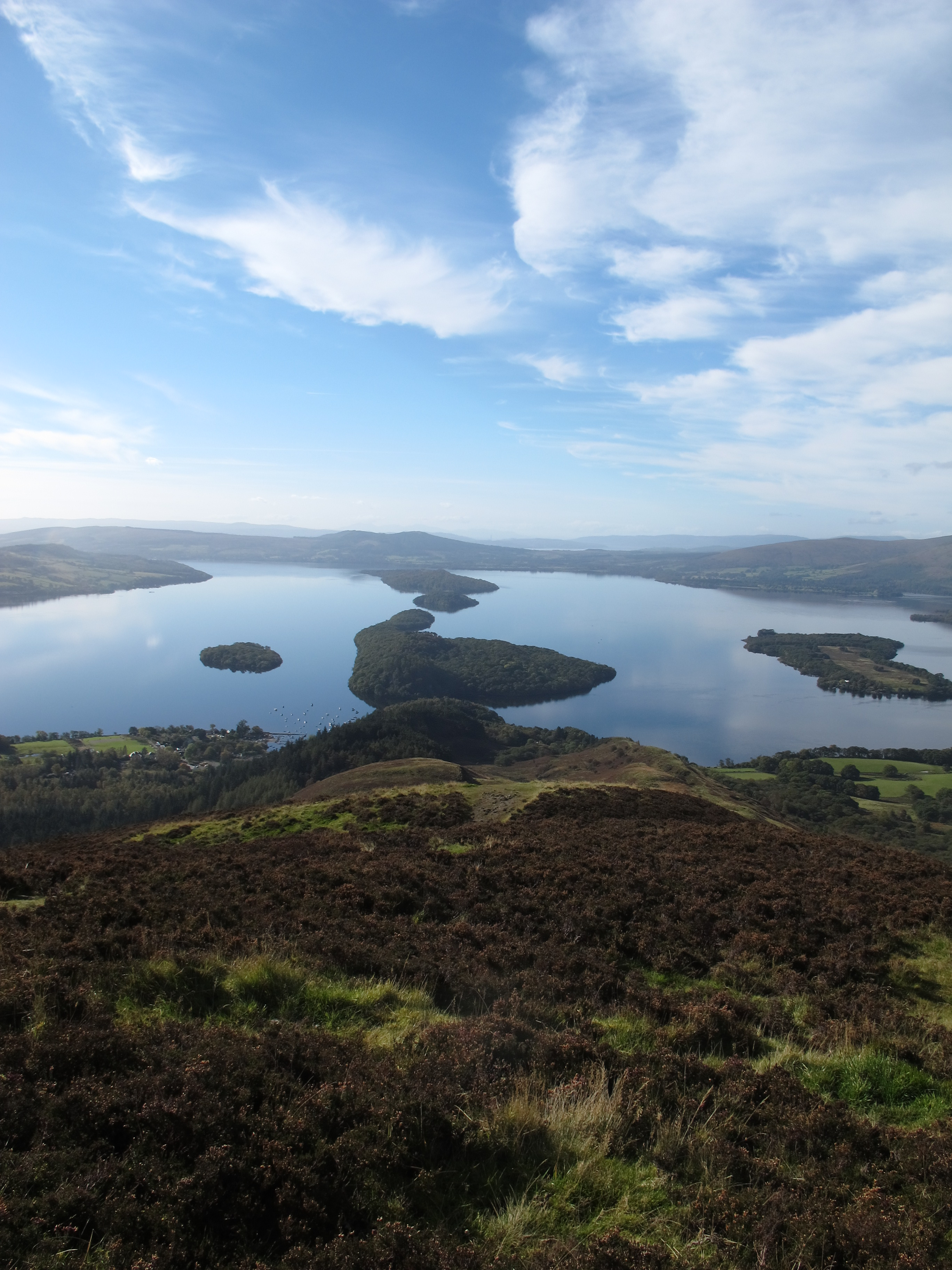

하일랜드 경계 단층(Highland Boundary Fault)은 서해안의 애런섬과 헬렌즈버러에서 동쪽의 스톤헤이번까지 스코틀랜드를 가로 지르는 주요 단층이다. 이 지역은 두 개의 다른 지질학적 지형을 분리하여 고지와 로우랜드, 대부분의 장소에서 지형의 변화로 인식될 수 있다. 강이 단층을 가로지르는 곳에서는 협곡을 통과하는 경우가 많으며, 관련 폭포는 연어 이동에 장벽이 될 수 있다.
이 단층은 아카디아 오로니(Acadian Orogeny) 기간 동안 남동쪽으로 스트라스모어 향사와 함께 형성된 것으로 여겨진다. 그람피아 블록의 상승과 하일랜드 경계 단층에 작은 단층 운동이 발생했다.